# 2000-es mexikói szövetségi választás

A 2000-es mexikói szövetségi választást 2000. július 2.-án tartották meg. A választáson megválasztották Mexikó új elnökét, a Kongresszus képviselőit 3 éves, a szenátorait 6 éves mandátumra. A választást a Nemzeti Akció Párt jelöltje Vicente Fox nyerte meg, amely a mexikói forradalom óta az első ellenzéki győzelem volt. 
Fox győzelme történelmi fordulópont volt Mexikó életében: Francisco Ignacio Madero elnök óta ő lett az első, ellenzéki párt elnök-jelöltjeként megválasztott elnök. Az Intézményes Forradalmi Párt 71 évnyi megszakítás nélküli hatalma ezzel megszűnt.

## Választási rendszer
Az elnökválasztás esetén Mexikó elnökét választották meg, aki a mexikói alkotmány szerint 6 éves mandátumra választható meg egy hivatali időre és nem választható újra. 
A képviselőházi választás során, összesen 500 mandátumot lehet választani 3 éves ciklusra, amiből 300 mandátumot többségi szavazáson, 200 mandátumot pedig arányos képviseleti rendszerben, többmandátumos választókerületi szavazáson lehet megválasztani. A szenátusi szavazás során 128 mandátumot osztanak, amiből 96-ot többségi szavazásos rendszerben, 32-öt pedig arányos képviselet értelmében, országos, zárt pártlistás szavazás során osztanak ki. A szenátorokat 6 éves ciklusra lehet megválasztani. 

## Előválasztások

### Intézményes Forradalmi Párt
Az Intézményes Forradalmi Párt létezése során most először tartott elnök-jelölt választást. A kezdeményezés Ernesto Zedillo hivatalban levő elnöktől, és egyben a pártpolitikusától jött, ugyanis szakítani kívánt a párt mintegy 70 évnyi hatalomban töltött ideje során kialakult elnök-jelölt kiválasztási folyamattal, a dedazóval. A dedazo, magyarul "ujjal mutogatás" itt azt jelentette, hogy a hivatalban levő PRI-párti elnök ujjal mutat az utódjára, akit elnök-jelöltként szeretne látni. Maga Zedillo elnök jelentette ki egy interjú során, hogy a "dedazo halott", amikor az előválasztásról beszélt. Az elnök-jelölt aspiránsok között Francisco Labastida Ochoa, Roberto Madrazo Pintado, Manuel Bartlett Díaz és Humberto Roque Villanueva voltak.
A közvélemény számára elterjedt az a feltételezés az előválasztási kampány alatt, hogy Francisco Labadista állt legközelebb Zedillo elnökhöz, így ennek tulajdonítják, hogy ő nyerte meg az előválasztást és lett a párt hivatalos elnökjelöltje. 

### Nemzeti Akció Párt
A Nemzeti Akció Párt jelöltje Vicente Fox, Guanajuato állam kormányzója lett, aki már 1997 óta hivatalos elnök-jelölt volt. 1987 óta volt politikus, előtte a Coca Cola mexikói leányvállalatának volt elnöke. Fox a PAN-ba való belépésével új színt vitt a párt életébe: a Nemzeti Akció Párt vezetéséhez képest az őt támogató szárny piacpártibb és konfrontatívabb volt. 1988-as választáson Fox a Képviselőház tagja lett. 1991-ben elvesztette a Guanajuato-i kormányzóválasztást, de 1995-ben megnyerte. Kormányzósága alatt az államba jelentős beruházások érkeztek.

### Demokratikus Forradalom Pártja
A Demokratikus Forradalom Pártjában Cuauhtémoc Cárdenas és Porfirio Muñoz Ledo is egyaránt érdeklődött hogy a párt elnök-jelöltje legyen a választáson. Ez olyan erős belviszályt eredményezett, hogy Muñoz Ledo kliépett a pártból. A párt végül Cardenaszt fogadt el hivatalos jelöltjüknek, míg Muñoz Ledo külön listán indult, a Mexikói Forradalom Hiteles Pártja jelöltjeként.

## Választási kampány

### Szlogenek
| Párt/koalíció neve | Párt/koalíció neve | Eredeti szlogen                                                                                              | Magyar fordítás | Ref.  |
| ------------------ | ------------------ | --- | --- | ----- |
|                    | PAN                | « México Ya, el cambio que a ti te conviene" »                                                               | "Gyerünk Mexikó!, a változás amely neked megfelelő"                                                                  | [ 2 ] |
|                    | PRI                | « Que el poder sirva a la gente. Labastida presidente »                                                      | "Hogy a hatalom a népet szolgálja! Labastidát elnöknek!"                                                             | [ 3 ] |
|                    | PRD                | « Con México a la victoria » « La patria no se vende, Cárdenas presidente» «Que nadie nos robe la esperanza» | "Mexikóval a győzelemért!" "A haza nem eladó, Cárdenaszt elnöknek!" "Hogy senki sem fosszon meg minket a reménytől!" | [ 4 ] |

### Televíziós viták
Az első televíziós vitára 2000. április 25-én került sor. A Mexikói Szövetségi Választási Iroda szervezte meg és a Televisa és TV Azteca közvetítette. A vita Fox és Labadista küzdelméről szólt: az Intézményes Forradalmi Párt legfőbb kihívója, a Nemzeti Akció Párt jelöltje, Vicente Fox arról beszélt, hogy Mexikó történelmi lehetőség előtt áll és hogy felszólította a mexikóiakat, hogy "bontsák le a korrupció, szegénység és munkanélküliség falát, amely Mexikót visszatartotta eddig". Illetve külön kérte az állampolgárokat hogy az országot segítsék a demokratikus átmenetben. Fox ellenfelét korrupcióval és rossz kormányzással vádolta meg. 
Az akkor már 71 éve kormányzó Intézményes Forradalmi Párt jelöltje Labadista arról beszélt, hogy "a változás amit Mexikó számára kínálok, az a változás, amellyel a hatalom a népet szolgálja". Valamint ígéretet tett kampányában arra, hogy elnöksége több munkahelyet, jobb fizetéseket fog adni valamint kisebb bűnözést és kevesebb szegénységet ígért. Labadista azzal vádolta meg Foxot, hogy alacsonynak nevezte őt és folyton gúnyolódott a külsején. 

## Eredmények

### Elnökválasztás
| Jelölt                                        | Jelölt                      | Párt                                 | Szavazatok száma | Szavazatok % |
| --------------------------------------------- | --------------------------- | ------------------------------------ | ---------------- | ------------ |
|                                               | Vicente Fox                 | Nemzeti Akció Párt                   | 15,989,636       | 43.43%       |
|                                               | Francisco Labastida         | Intézményes Forradalmi Párt          | 13,579,718       | 36.89%       |
|                                               | Cuauhtémoc Cárdenas         | Demokratikus Forradalom Pártja       | 6,256,780        | 17.00%       |
|                                               | Gilberto Rincón Gallardo    | Szociáldemokrácia                    | 592,381          | 1.61%        |
|                                               | Manuel Camacho Solís        | Mexikó Demokratikus Centrista Pártja | 206,589          | 0.56%        |
|                                               | Egyéb jelölt                | Egyéb jelölt                         | 31,461           | 0.09%        |
|                                               | Üresen hagyott /Érvénytelen | Üresen hagyott /Érvénytelen          | 788,157          | 2.10%        |
| Total                                         | Total                       | Total                                | 36,813,461       | 100.00%      |
| Source: Mexikói Szövetségi Választási Hivatal |                             |                                      |                  |              |